# Izydor Kurzrok
Izydor Jonas Kurzrok, Jan Kurzrok (ur. 28 maja 1893 w Kozowej, zm. 11 grudnia 1955 w Bytomiu) – polski lekarz neurolog, działacz społeczny.

## Życiorys
Egzamin dojrzałości zdał w Brzeżanach w 1912 roku. 
W I wojnie światowej służył w wojsku austriackim jako oficer frontowy, potem podporucznik, za zasługi wojenne został odznaczony Signum Laudis i Złotym Krzyżem Zasługi. 
Studia medyczne odbył na Uniwersytecie Jana Kazimierza we Lwowie, dyplom doktora wszech nauk lekarskich otrzymał w 1921 roku. W okresie międzywojennym pracował w Szpitalu Powszechnym, początkowo w klinice chorób wewnętrznych Romana Renckiego, później na oddziale neurologicznym kierowanym przez Kazimierza Orzechowskiego i w Klinice Neurologicznej u Henryka Halbana. Przez wiele lat pracował w Ubezpieczalni Społecznej we Lwowie.
Był kapitanem Wojska Polskiego i uczestnikiem wojny polsko-bolszewickiej w 1920 roku.
Udzielał się społecznie, był prezesem „Ogniska”, Stowarzyszenia Medyków Żydowskich, członkiem Towarzystwa Rygorozantów, członkiem zarządu i sekretarzem TOZu, członkiem kuratorii stowarzyszenia „Refuah”, członkiem prezydium Związku Lekarzy Kas Chorych we Lwowie.
Był uczestnikiem kampanii wrześniowej jako oficer Wojska Polskiego, przedostał się do Węgier, gdzie pracował jako lekarz w szpitalu dla internowanych żołnierzy. Następnie praktykował na oddziale neurologiczno-psychiatrycznym szpitali w Baji i Szombathely. Przez pewien czas udzielał się w klinice neurologicznej w Budapeszcie u László Benedeka i Hugó Richtera. Po II wojnie był ordynatorem oddziału neurologicznego Szpitala Wojewódzkiego w Bytomiu. Przewodniczył śląskiemu oddziałowi Polskiego Towarzystwa Neurologicznego w latach 1950–1952.
Miał żonę Jadwigę (ur. 1899), lekarkę, oraz dwoje dzieci: Wandę (ur. 1927), internistkę, i Edwarda (ur. 1930), neurologa; po marcu 1968 emigrowali do Izraela.
Według Hermana był to „dobry klinicysta i diagnosta, cieszył się ogromnym uznaniem wśród chorych”. W 1950 roku został odznaczony Złotym Krzyżem Zasługi.